# Murynowka (rejon kurski)
Murynowka (ros. Мурыновка) – chutor w zachodniej Rosji, w sielsowiecie lebiażenskim rejonu kurskiego w obwodzie kurskim.

## Geografia
Miejscowość położona jest nad rzeką Młodać (lewy dopływ Sejmu), 2,5 km od centrum administracyjnego sielsowietu (Czeriomuszki), 14 km na południowy wschód od Kurska, 8 km od trasy europejskiej E38 (Ukraina – Rosja – Kazachstan).
W chutorze znajduje się 40 posesji.
Klimat
Miejscowość, jak i cały rejon, znajduje się w strefie klimatu kontynentalnego z łagodnym ciepłym latem i równomiernie rozłożonymi opadami rocznymi (Dfb w klasyfikacji klimatów Köppena).

## Demografia
W 2010 r. chutor zamieszkiwało 51 osób.